# パーネル・ウィテカー
パーネル・ウィテカー（Pernell Whitaker、1964年1月2日 - 2019年7月14日）は、アメリカ合衆国の元プロボクサー。バージニア州ノーフォーク出身。元WBA・WBC・IBF世界ライト級統一王者。元IBF世界スーパーライト級王者。元WBC世界ウェルター級王者。元WBA世界スーパーウェルター級王者。世界4階級制覇王者。ロサンゼルスオリンピックライト級金メダリスト。
卓越したディフェンス技術を持ち「史上最高のディフェンシブ・ボクサー」とも称される。
ニックネームの「Sweet Pea(スイートピー)」について、ウィテカーは若いころ「Pete(ピート)」の愛称で親しまれており、アマチュアの試合で地元に凱旋したとき応援団が「Sweet Pete」と応援したのを地元記者が誤って地元紙に「Sweet Pea」と記載してしまったものが定着した。

## 来歴
アマチュアボクシングでは、1982年のAIBA世界ボクシング選手権で銀メダル、1984年のロサンゼルスオリンピックでは金メダルを獲得し、通算戦績は214戦201勝（91RSC）13敗。
1984年11月15日、プロデビュー戦で2回TKO勝ち。
1987年3月28日、NABF北米ライト級王座獲得。7月25日には初防衛に成功すると同時に全米同級王座も獲得した。
1988年3月12日、世界初挑戦。WBC世界ライト級王者ホセ・ルイス・ラミレス（メキシコ）に挑むが、12回判定で敗れ王座奪取ならず。
1989年2月18日、世界再挑戦。IBF世界ライト級王者グレグ・ホーゲン（米国）に挑み、12回判定勝ち。18戦目で最初の世界王座を獲得。
1989年8月20日、2度目の防衛戦。前年の初挑戦で敗れたラミレスと再戦し、12回判定勝ち。この試合はWBC世界ライト級王座決定戦も兼ねて行われたため、IBF王座防衛成功と同時にWBC王座獲得も果たした。
1990年8月11日、WBA世界ライト級王者ファン・ナサリオ（プエルトリコ）と統一戦を行い、初回KO勝ち。WBC・IBF王座防衛（WBCは3度目、IBFは5度目）を果たすと同時にWBA王座も獲得。主要3団体世界王座統一を成し遂げた。その後、3度の防衛に成功し、1992年4月、3団体の王座を同時に返上。
1992年7月18日、ジュニアウェルター級（現・スーパーライト級）での世界挑戦。IBF世界同級王者ラファエル・ピネダ（米国）に挑み、12回判定勝ち。2階級制覇に成功する。この王座は1度も防衛することなく返上。
1993年3月6日、3階級制覇を懸け、WBC世界ウェルター級王者ジェームス・マクガード（米国）に挑戦。12回判定勝ちを収め、偉業達成となった。
1993年9月10日の初防衛戦では87戦全勝のフリオ・セサール・チャベス（メキシコ）とウェルター級の規定体重を2ポンド下回る145ポンドのキャッチウェイトで対戦。フルラウンドの死闘の末、優位に試合を進めながら1-0の判定引き分けでWBC世界ウェルター級王座防衛。
3度防衛後の1995年3月4日、王座在位のままWBA世界ジュニアミドル級（現・スーパーウェルター級）王者フリオ・セサール・バスケス（アルゼンチン）に挑戦。1度ダウンを奪われたものの、終始優位に試合を進め、12回判定勝ち。4階級制覇を成し遂げた。その後、WBA王座は返上し、以降はWBC世界ウェルター級王座の防衛回数を8まで伸ばした。
1997年7月14日、9度目の防衛戦でWBC世界ジュニアウェルター級王者オスカー・デ・ラ・ホーヤ（米国）と対戦し、12回判定負け。世界王座から陥落。
1997年10月17日、アンドレイ・ペストリャエフと対戦。12回判定勝利を収めるが、試合後ドーピング検査でコカインが検出され試合結果がノーコンテストに変更となる。
1998年、アイク・クォーティと試合が決まっていたが、ウェテカーが検査で再びコカインが検出されキャンセルされる。
1999年2月20日、世界王座返り咲きを期し、IBF世界ウェルター級王者フェリックス・トリニダード（プエルトリコ）に挑戦するも、12回判定負けで返り咲きならず。
2001年4月27日、2年ぶりの再起戦では自身初となる4回TKO負け。この試合を最後に引退した。
2001年8月12日、スピード違反と無免許運転で逮捕され拘置所で2日過ごした、その際に警官が車内を調査したところコカインを発見、2500ドルの保釈金を支払い保釈された。その後、ウィテカーはコカイン所持していたことを認めている。
引退から7年後の2008年、世界ボクシング殿堂の選手部門で殿堂入りが決定し、11月15日にロサンゼルスのマリオットホテルにて殿堂入りのセレモニーが行われた。
2019年7月14日、バージニア州バージニアビーチの交差点で自動車にはねられ、死去。55歳没。

## 戦績
- プロボクシング：46戦 40勝 (17KO) 4敗 1分 1無効試合

| 戦           | 日付           | 勝敗 | 時間     | 内容    | 対戦相手                   | 国籍           | 備考                                                            |
| ------------ | -------------- | ---- | -------- | ------- | -------------------------- | -------------- | --------------------------------------------------------------- |
| 1            | 1984年11月15日 | ☆    | 2R 2:50  | TKO     | ファーライン・コモ         | アメリカ合衆国 | プロデビュー戦                                                  |
| 2            | 1985年1月20日  | ☆    | 4R 終了  | TKO     | ダニー・エイヴリー         | アメリカ合衆国 |                                                                 |
| 3            | 1985年3月13日  | ☆    | 4R 2:54  | TKO     | マイク・ゴールデン         | アメリカ合衆国 |                                                                 |
| 4            | 1985年4月20日  | ☆    | 6R       | 判定3-0 | ニック・パーカー           | アメリカ合衆国 |                                                                 |
| 5            | 1985年7月20日  | ☆    | 2R 1:29  | TKO     | ジョン・シネガル           | アメリカ合衆国 |                                                                 |
| 6            | 1985年8月29日  | ☆    | 3R 2:42  | KO      | テディ・ハットフィールド   | アメリカ合衆国 |                                                                 |
| 7            | 1985年11月12日 | ☆    | 1R 2:22  | TKO     | ヘスス・デ・ラ・クルス     | アメリカ合衆国 |                                                                 |
| 8            | 1986年3月9日   | ☆    | 10R      | 判定3-0 | ジョン・モンテス           | アメリカ合衆国 |                                                                 |
| 9            | 1986年8月16日  | ☆    | 10R      | 判定3-0 | ラファエル・ウィリアムズ   | バハマ         |                                                                 |
| 10           | 1986年10月9日  | ☆    | 10R      | 判定3-0 | ラファエル・ガンダリージャ | メキシコ       |                                                                 |
| 11           | 1986年12月20日 | ☆    | 10R      | 判定3-0 | アルフレド・レイン         | バハマ         |                                                                 |
| 12           | 1987年3月28日  | ☆    | 12R      | 判定3-0 | ロジャー・メイウェザー     | アメリカ合衆国 | NABF北米ライト級王座決定戦                                      |
| 13           | 1987年6月28日  | ☆    | 1R 終了  | TKO     | ジミー・フローレス         | アメリカ合衆国 |                                                                 |
| 14           | 1987年7月25日  | ☆    | 6R 1:02  | TKO     | ミゲル・サンタナ           | プエルトリコ   | USBA全米ライト級王座決定戦 NABF防衛1                            |
| 15           | 1987年12月19日 | ☆    | 4R 3:14  | TKO     | デイビー・モンタナ         | アメリカ合衆国 |                                                                 |
| 16           | 1988年3月12日  | ★    | 12R      | 判定1-2 | ホセ・ルイス・ラミレス     | メキシコ       | WBC世界ライト級タイトルマッチ                                   |
| 17           | 1988年11月2日  | ☆    | 4R 2:37  | TKO     | アントニオ・カーター       | アメリカ合衆国 |                                                                 |
| 18           | 1989年2月18日  | ☆    | 12R      | 判定3-0 | グレグ・ホーゲン           | アメリカ合衆国 | IBF世界ライト級タイトルマッチ                                   |
| 19           | 1989年4月30日  | ☆    | 3R 2:43  | TKO     | ロウイエ・ロメリ           | メキシコ       | IBF防衛1                                                        |
| 20           | 1989年8月20日  | ☆    | 12R      | 判定3-0 | ホセ・ルイス・ラミレス     | メキシコ       | WBC世界ライト級王座決定戦 IBF防衛2                              |
| 21           | 1989年12月11日 | ☆    | 3R 終了  | TKO     | マルティン・ガルバン       | メキシコ       |                                                                 |
| 22           | 1990年2月3日   | ☆    | 12R      | 判定3-0 | フレディ・ペンデルトン     | アメリカ合衆国 | WBC防衛1・IBF防衛3                                              |
| 23           | 1990年5月19日  | ☆    | 12R      | 判定3-0 | アズマー・ネルソン         | ガーナ         | WBC防衛2・IBF防衛4                                              |
| 24           | 1990年8月11日  | ☆    | 1R 2:59  | KO      | ファン・ナザリオ           | プエルトリコ   | WBA・WBC・IBF世界ライト級王座統一戦 WBA獲得・WBC防衛3・IBF防衛5 |
| 25           | 1990年11月22日 | ☆    | 10R      | 判定3-0 | ベンジー・マルケス         | アメリカ合衆国 |                                                                 |
| 26           | 1991年2月23日  | ☆    | 12R      | 判定3-0 | アンソニー・ジョーンズ     | アメリカ合衆国 | WBA防衛1・WBC防衛4・IBF防衛6                                    |
| 27           | 1991年7月27日  | ☆    | 12R      | 判定3-0 | ポリ・ディアス             | スペイン       | WBA防衛2・WBC防衛5・IBF防衛7                                    |
| 28           | 1991年10月5日  | ☆    | 12R      | 判定3-0 | ホルヘ・パエス             | メキシコ       | WBA防衛3・WBC防衛6・IBF防衛8                                    |
| 29           | 1992年1月18日  | ☆    | 10R      | 判定3-0 | ハロルド・ブレイジャー     | アメリカ合衆国 |                                                                 |
| 30           | 1992年5月22日  | ☆    | 1R 1:23  | KO      | ジェリー・スミス           | アメリカ合衆国 |                                                                 |
| 31           | 1992年7月18日  | ☆    | 12R      | 判定3-0 | ラファエル・ピネダ         | コロンビア     | IBF世界スーパーライト級タイトルマッチ                           |
| 32           | 1992年12月1日  | ☆    | 1R 0:37  | KO      | ベン・バエズ               | アメリカ合衆国 |                                                                 |
| 33           | 1993年3月6日   | ☆    | 12R      | 判定3-0 | バディ・マクガート         | アメリカ合衆国 | WBC世界ウェルター級タイトルマッチ                               |
| 34           | 1993年9月10日  | △    | 12R      | 判定1-0 | フリオ・セサール・チャベス | メキシコ       | WBC防衛1                                                        |
| 35           | 1994年4月9日   | ☆    | 12R      | 判定3-0 | サントス・カルドナ         | プエルトリコ   | WBC防衛2                                                        |
| 36           | 1994年10月1日  | ☆    | 12R      | 判定3-0 | バディ・マクガート         | アメリカ合衆国 | WBC防衛3                                                        |
| 37           | 1995年3月4日   | ☆    | 12R      | 判定3-0 | フリオ・セサール・バスケス | アルゼンチン   | WBA世界スーパーウェルター級タイトルマッチ                       |
| 38           | 1995年8月26日  | ☆    | 12R      | 判定3-0 | ゲイリー・ジェイコブス     | イギリス       | WBC防衛4                                                        |
| 39           | 1995年11月18日 | ☆    | 6R 2:45  | KO      | ジェイク・ロドリゲス       | プエルトリコ   | WBC防衛5                                                        |
| 40           | 1996年4月12日  | ☆    | 12R      | 判定2-1 | ウィルフレド・リベラ       | プエルトリコ   | WBC防衛6                                                        |
| 41           | 1996年9月20日  | ☆    | 12R      | 判定3-0 | ウィルフレド・リベラ       | プエルトリコ   | WBC防衛7                                                        |
| 42           | 1997年1月24日  | ☆    | 11R 1:52 | TKO     | ディオスベリース・ウルタド | キューバ       | WBC防衛8                                                        |
| 43           | 1997年4月12日  | ★    | 12R      | 判定0-3 | オスカー・デ・ラ・ホーヤ   | アメリカ合衆国 | WBC陥落                                                         |
| 44           | 1997年10月17日 | －   | 12R      | NC      | アンドレイ・ペストリエフ   | ロシア         | WBA世界ウェルター級挑戦者決定戦                                 |
| 45           | 1999年2月20日  | ★    | 12R      | 判定0-3 | フェリックス・トリニダード | プエルトリコ   | IBF世界ウェルター級タイトルマッチ                               |
| 46           | 2001年4月27日  | ★    | 4R 0:27  | TKO     | カルロス・ボヨルケス       | メキシコ       |                                                                 |
| テンプレート |                |      |          |         |                            |                |                                                                 |

## 獲得タイトル
- WBA世界ライト級王座
- WBC世界ライト級王座
- IBF世界ライト級王座
- IBF世界スーパーライト級王座
- WBC世界ウェルター級王座
- WBA世界スーパーウェルター級王座